# Стент, Анджела
Анджела Стент (англ. Angela E. Stent) — эксперт по внешней политике, специализирующаяся на отношениях США и Европы с Россией и внешней политике России. Профессор государственного управления и дипломатической службы в Джорджтаунском университете и директор его Центра евразийских, российских и восточноевропейских исследований. Старший научный сотрудник Института Брукингса. Работала в Управлении политического планирования в Государственном департаменте США, а также сотрудником разведки по России и Евразии.

## Ранние годы
Родилась в Лондоне в 1947 году. Среднее образование получила в Haberdashers' Aske’s School for Girls, после чего поступила в Гиртон-колледж Кембриджского университета, где получила степень бакалавра по экономике и современной истории. В дальнейшем получила степень магистра международных отношений с отличием Лондонской школы экономики. Изучала советологию в Гарвардском университете. Получила докторскую степень в правительственном департаменте Гарварда (Harvard Government Department).

## Карьера
В 1979 году поступила на работу на факультет государственного управления в Джорджтаунском университете. В 2001 году была назначена на должность профессора государственной и дипломатической службы и одновременно стала директором Центра евразийских, российских и восточноевропейских исследований в Институте Брукингса. Является сопредседателем Хьюиттского форума по постсоветским делам. С 1999 по 2001 год работала в Управлении политического планирования в администрациях Клинтона и Буша, где отвечала за Россию и Восточную Европу. С 2004 по 2006 год была штатным сотрудником по России и Евразии в Национальном совете по разведке. С 2008 по 2012 год была членом консультативного совета Верховного главнокомандующего союзниками в Европе (Supreme Allied Commander in Europe).

## Книги
Первой книгой Стент стала From Embargo to Ostpolitik: the Political Economy of West German-Soviet Relations (опубликована в 1982 году издательством Кембриджского университета). Во время сбора материалов к книге в Москве Стент была ограблена. В статье, которую она написала по этому поводу в «Нью-Йорк Таймс» Стент писала, что в милиции ей сказали, что этого не могло быть, заявив: «У нас в СССР нет преступности». Вторая книга Russia and Germany Reborn: Unification, the Soviet Collapse, and the New Europe вышла в издательстве Принстонского университета в 1999 году. В ней Стент писала о бурных событиях, которые привели к распаду коммунизма в Восточной Европе, распаду Советского Союза, появлению современной России и воссоединению Западной и Восточной Германии. В книгу вошло интервью Стент с Михаилом Горбачёвым. На вопрос Стент, какой современный мировой лидер произвел на него наибольшее впечатление, Горбачев ответил: «Рональд Рейган был величайшим западным государственным деятелем, с которым я имел дело. Он был умным и проницательным политиком, у которого было видение и воображение».
The Limits of Partnership
 В книге (вышла в 2014 году) рассматриваются трудности, с которыми столкнулись США при установлении продуктивных отношений с постсоветской Россией. Стент утверждает, что попытки установить нормальные отношения с Россией предпринимали четыре президента США, каждая из которых закончилась разочарованием. При написании книги Стент использовала материалы своего участия во встречах Владимира Путина с западными специалистами по России. Стент спросила Путина, является ли, по его мнению, Россия энергетической сверхдержавой. Он сказал, что «сверхдержава» — это "слово, которое мы использовали во время холодной войны. Я никогда не упоминал Россию как энергетическую сверхдержаву. Но у нас есть большие возможности, чем почти в любой другой стране мира. Если мы объединим российский энергетический потенциал во всех областях, включая нефть, газ и атомную энергетику, наша страна, несомненно, станет лидером ".
Putin’s World
 Книга «Putin’s World: Russia Against the West and with the Rest» была опубликована в феврале 2019 года.. В ней оценивается взгляд Путина на место России в мире путем изучения текущих отношений России с союзниками и противниками, в частности, осложнение отношений России с НАТО, Европой и США и её связей с Китаем, Японией и Ближним Востоком, а также отношения с соседними государствами, такими как Украина.
Стент утверждает, что Путин воспользовался отступлением США с Ближнего Востока при Трампе, при этом он отказался от ограничений, характерных для руководителей СССР. Стент считает, что "США придется привыкнуть иметь дело с опытным конкурентом за влияние на Ближнем Востоке ". Далее она размышляет о том, что может произойти с Россией и её геополитической идентичностью после окончания путинского срока в 2024 году, и как Запад должен реагировать на продвижение России на международной арене.
В 2020 году книга вышла на русском языке под названием "Мир Путина. Россия и ее лидер глазами Запада". Комментируя её, профессор И.Панарин процитировал следующие тезисы: «Владимир Путин создал политическую систему, которая воплощает в себе многие элементы исторической преемственности как с царской, так и советской Россией. Но она также отражает и его уникальный вклад в постсоветскую Россию. Это в высшей степени персоналистская система, в которой институты менее важны, чем личные связи между представителями политической элиты... Как только Путин уйдёт из Кремля, многие элементы этой системы останутся на месте..... Но новый лидер может перестроить систему, она может стать более разнообразной... Русская идея - может быть охарактеризована в трёх словах. «Вернуть России величие»... Никто не знает, что будет делать господин Путин в 2024 году... Но господин Путин умеет удивлять людей».

## Другие занятия
Стент входит в консультативный совет организации «Women in International Security» (WIIS), занимающейся продвижением женщин в области национальной безопасности. Она сыграла ключевую роль в конференциях WIIS в Таллине и Праге. В 2008 году она получила стипендию Фулбрайта для преподавания в Московском государственном институте международных отношений (МГИМО) и была стипендиатом им. Джорджа Буш-Акселя Шпрингера в Американской академии в Берлине. Она также была сопредседателем рабочей группы Корпорации Карнеги по американо-российским отношениям с 2008 по 2012 год и Координатором американо-российских дискуссий «Второй трек». Входила в число попечителей Фонда Евразия. Является редактором журнала «Survival: Global Politics and Strategy», написала множество статей для таких изданий, как «Уолл Стрит джорнал», «Вашингтон пост» и «Нью-Йорк таймс». Часто участвует в передачах, CNN, BBC и других крупных телеканалов США и Германии.

## Награды и премии
В 2014 году Американская академия дипломатии наградила Стент премией Дугласа Диллона за работы по американской дипломатии.